# 58215 фон Клітцінґ
58215 фон Клітцінґ (58215 von Klitzing) — астероїд головного поясу, відкритий 21 вересня 1992 року.
Тіссеранів параметр щодо Юпітера — 3,405.
Названо на честь німецького фізика, лауреата Нобелівської премії з фізики 1985 року, Клауса фон Клітцинга.